# Danielle Jones (tennisster)
Danielle Jones (Melbourne, 4 maart 1969) is een tennisspeelster uit Australië.
In 1987 speelde zij samen met Genevieve Dwyer als verliezend finalist de meisjesdubbelspelfinale van het Australian Open.
Zij speelde sinds 1990 zevenmaal in het dubbelspeltoernooi van het Australian Open, maar kwam nooit verder dan de eerste ronde. Op Wimbledon bereikte zij wel de tweede ronde.